# Dołno Bełotinci
Dołno Bełotinci (bułg. Долно Белотинци) – wieś w Bułgarii, w obwodzie Montana, w gminie Montana. Według danych szacunkowych Ujednoliconego Systemu Ewidencji Ludności oraz Usług Administracyjnych dla Ludności, 15 września 2023 roku miejscowość liczyła 639 mieszkańców.